# MRK Nedelišće
Rukometni klub Nedelišće je hrvatski muški rukometni klub iz Nedelišća koji se trenutno natječe u 3. HRL – Sjever. Svoje utakmice RK Nedelišće igra u sportsko-gimnastičkom centru Aton.

## Povijest
Prvi počeci igranja rukometa u Nedelišću datiraju s početka sedamdesetih godina, točnije prvi put se rukomet počinje igrati 1971. godine kada se je na inicijativu nekolicine entuzijasta i zaljubljenika u sport i rukomet osnovao klub pod imenom RK "Borac" Nedelišće. Posebne zasluge u osnivanju kluba treba dati Josipu Marciušu – Amanu koji je bio jedan od organizatora, a ujedno je bio i prvi vođa i trener tadašnje momčadi.
Igralo se onda, prvobitno, na lešnatom terenu na prostoru današnje samoposlužne trgovine, a kasnije također na lešnatom terenu na igralištu osnovne škole u Nedelišću. Natjecalo se van lige jer ista u to vrijeme još nije bila formirana na području tadašnje općine Čakovec. Susreti su se vodili s RK "Zrinskim" iz Čakovca koji se natjecao u višoj ligi natjecanja, a i sa sličnim klubovima iz drugih mjesta kao što su Kotoriba, Vratišinec, Središče ob Dravi. Već 1971. i 1972. godine organizirana su dva turnira.
Klub je prestao s radom krajem 1972. godine zbog slabe organizacije i nesuglasica među igračima. Ponovo se rukomet počinje igrati u sezoni 1975./'1976. u Međimurskoj ligi pod istim imenom kao i ranije, a igralo se i treniralo na igralištu osnovne škole koje je tada bilo nanovo asfaltirano. Klub je službeno registriran 1977. godine, kada je dobio svoj statut i kada je izabrana uprava i rukovodstvo kluba, za predsjednika je tad izabran Krešimir Marcijuš. 1978. godine klub je osvojio 1. mjesto u Međimurskoj ligi te izborio plasman u viši rang natjecanja, tadašnju 2. Međuopćinsku ligu. Godinu nakon tog uspjeha formirana je i druga ekipa RK "Borac II" koja se natjecala u Međimurskoj ligi.
1979. klub je izborio ulazak u 1. Međuopćinsku ligu u kojoj se natječe do 1987. godine s većim i manjim uspjesima. U početku klub se najviše financirao iz organiziranja zabavi, prodaje ulaznica, pića na utakmicama, organiziranjem turnira, a i donacijama Mjesne zajednice Nedelišća i Sportskog saveza. U novije vrijeme klub je najviše sredstava namaknuo putem reklama na plakatima, dresovima, dobrovoljnim prilozima privatnika koji kupuju dresove, trenirke, lopte, sakupljanjem članarine od simpatizera kluba. Sredstva koja su dobili od MZ Nedelišće iz fonda za sport također su bila znatna i uvijek su od strane rukovodećih struktura u mjestu naišli na razumijevanje i pomoć. 1979. godine kada je osnovan ženski rukometni klub Nedelišće, pokušali su zajedničkim snagama izgraditi svlačionice na prostoru osnovne škole, no zbog nedostatka sredstava odustali su od daljnje izgradnje, iako su temelji već bili napravljeni. Kroz klub je u prvih dvadesetak godina prošlo više od stotine igrača iz Nedelišća, Čakovca i okolice, a i šire. U Sloveniji su imali i dobre odnose s nekoliko klubova s kojima su održavali međusobne susrete. Svake godine za tadašnji Dan borca, a danas u srpnju ili kolovozu organizirali su tradicionalni turnir na kojem su sudjelovali klubovi iz Međimurja i susjednih općina, i šire. 
Od 1990. turnir nosi naziv Memorijalni turnir "Zvonko Novak – Čoki" u spomen na dugogodišnjeg člana, igrača, tajnika i predsjednika kluba. Dvije godine održavali su suradnju s RK "Metalac – TEF" iz Šibenika koji su u dva navrata ugostili na svojim turnirima u Nedelišću što su im oni uzvratili pozivom na turnire u Šibenik. Puno pažnje posvećivali su unapređivanju rukometa i sportske kulture pa su shodno time organizirali tribine uz prikazivanje filmova i predavanja sportskih stručnjaka, trenera i sportskih djelatnika u domeni rukometa sve u cilju da okupe što više mladih i uključe ih u sport i time dobe na kvaliteti i masovnosti u klubu.
Surađivali su dobro i s osnovnom školom odakle su pristizali mladi kadrovi koji su imali afiniteta prema rukometu. Konstantno pored prve i druge ekipe radili su s pionirima, organizirali pionirska natjecanja i turnire te sudjelovali na istima u Čakovcu, Prelogu i Vratišincu. Jedan su od klubova u Međimurju kojima se javno priznaje rezultat i doprinos u razvoju i unapređivanju rukometa. U sezoni 1986./'1987. osvojili su 1. mjesto u Međuopćinskoj ligi pod vodstvom trenera Ante Đurića iz Varaždina, te se plasirali u Hrvatsku regionalnu ligu – Sjever. No, zbog financijskih problema, putovanja i jačine lige nisu se usojeli zadržati u njoj te su iduće sezone ponovo član Međuopćinske lige. Iste 1989. godine pored svih aktivnosti koje su redovito provodili svake godine organizirali su međunarodni susret s klubom "P.M.S.C." iz Pečuha, članom 1. Mađarske lige kojima su bili dobar domaćin dva dana te ih upoznali sa samim mjestom i Međimurjem. U sezoni 1989/'90. pod vodstvom trenera Franje Jagara iz Čakovca klub se ponovo uspio plasirati u Hrvatsku regionalnu ligu – Sjever. No, u toku sezone došlo je određenih reorganizacija lige. Kasnije su odustali od daljnjeg natjecanja u toj ligi zbog velikih troškova, daljine, putovanja itd. Natjecanje su nastavili u Međimurskoj ligi uz veće ili manje poteškoće zbog odgoda utakmica, promjena termina, te radi stanja u Hrvatskoj. Unatoč svemu, uspjeli su sve aktivnosti privesti kraju. Organizirali su turnir, zabavu, prijateljske utakmice i privesti prvenstvo kraju s osvojenim 1. mjestom. Rukometni klub Nedelišće posljednjih nekoliko sezona natječe se u 3. HRL – Sjever.